# Lijst van rijksmonumenten in Eys
De plaats Eys telt 25 inschrijvingen in het rijksmonumentenregister. Hieronder een overzicht.
| Object                                                      | Oorspronkelijke functie?  | Bouwjaar     | Architect    | Locatie                  | Coördinaten?                  | Nr.?   | Afbeelding                             |
| ----------------------------------------------------------- | ------------------------- | ------------ | ------------ | ------------------------ | ----------------------------- | ------ | -------------------------------------- |
| Huis van Kunradersteen                                      | Boerderij                 | 18e eeuw     |              | Sint Agathastraat 3      | 50° 49' 32" NB, 5° 56' 6" OL  | 39165  | Meer afbeeldingen                      |
| Witgeverfd huis van Kunradersteen                           | Boerderij                 | 18e eeuw     |              | Eyserbosweg 2            | 50° 49' 31" NB, 5° 56' 1" OL  | 39166  | Meer afbeeldingen                      |
| Boerenhuis van Kunradersteen                                | Boerderij                 | 18e eeuw     |              | Meester Dr Froweinweg 20 | 50° 49' 29" NB, 5° 56' 46" OL | 39167  | Meer afbeeldingen                      |
| Sint-Agathakerk                                             | Kerk en kerkonderdeel     | 1734         | J.C. Schlaun | Grachtstraat 2           | 50° 49' 31" NB, 5° 56' 6" OL  | 39168  | Meer afbeeldingen                      |
| Pand van Kundradersteen                                     | Boerderij                 | 18e eeuw     |              | Kelderweg 2              | 50° 49' 28" NB, 5° 56' 45" OL | 39169  | Meer afbeeldingen                      |
| Pand van Kundradersteen                                     | Boerderij                 | 18e eeuw     |              | Kelderweg 4              | 50° 49' 28" NB, 5° 56' 45" OL | 39170  | Meer afbeeldingen                      |
| Pand van Kundradersteen                                     | Boerderij                 | 18e eeuw     |              | Kelderweg 6              | 50° 49' 28" NB, 5° 56' 45" OL | 39171  | Meer afbeeldingen                      |
| Pastorie van Kundradersteen                                 | Kerkelijke dienstwoning   | 19e eeuw     |              | Wezelderweg 14           | 50° 49' 26" NB, 5° 56' 7" OL  | 39172  | Meer afbeeldingen                      |
| Vakwerkschuur                                               | Boerderij                 | 18e eeuw     |              | Zwartebrugweg 2          | 50° 49' 26" NB, 5° 56' 11" OL | 39173  | Meer afbeeldingen                      |
| Grote hoeve (Eyserhof) met binnenplaats                     | Boerderij                 | 18e/19e eeuw |              | Wittemerweg 7            | 50° 49' 27" NB, 5° 55' 44" OL | 39174  | Meer afbeeldingen                      |
| Groot huis van Kunradersteen met dichtgemetselde koetspoort | Woonhuis                  | 18e/19e eeuw |              | Wittemerweg 27           | 50° 49' 31" NB, 5° 56' 2" OL  | 39175  | Meer afbeeldingen                      |
| Hoeve van Kunradersteen met twee wagenpoorten               | Boerderij                 | 18e/19e eeuw |              | Wittemerweg 8A           | 50° 49' 30" NB, 5° 56' 2" OL  | 39176  | Meer afbeeldingen                      |
| Hoeve van Kunradersteen met wagenpoort                      | Boerderij                 | 18e/19e eeuw |              | Wittemerweg 10           | 50° 49' 30" NB, 5° 56' 3" OL  | 39177  | Hoeve van Kunradersteen met wagenpoort |
| Hoeve van Kunradersteen met vakwerkhuis                     | Boerderij                 | 18e eeuw     |              | Eyserheide 29            | 50° 50' 15" NB, 5° 55' 55" OL | 39180  | Meer afbeeldingen                      |
| Witgeverfde hoeve van Kunradersteen                         | Boerderij                 | 18e eeuw     |              | Eyserheide 31            | 50° 50' 15" NB, 5° 55' 56" OL | 39181  | Witgeverfde hoeve van Kunradersteen    |
| Witgeverfde hoeve van Kunradersteen, baksteen en vakwerk    | Boerderij                 | 18e eeuw     |              | Eyserheide 35            | 50° 50' 14" NB, 5° 55' 56" OL | 39182  | Meer afbeeldingen                      |
| Hoeve van vakwerk van Kunradersteen                         | Boerderij                 | 18e eeuw     |              | Eyserheide 37            | 50° 50' 14" NB, 5° 55' 58" OL | 39183  | Hoeve van vakwerk van Kunradersteen    |
| Hoeve Vogelzang                                             | Boerderij                 | 1870         |              | Meester Dr Froweinweg 67 | 50° 49' 41" NB, 5° 57' 28" OL | 506471 | Meer afbeeldingen                      |
| Buitenplaats Goedenraad: Hoofdgebouw                        | Kasteel, buitenplaats     | 1750-1850    |              | Meester Dr Froweinweg 61 | 50° 49' 29" NB, 5° 57' 10" OL | 509978 | Meer afbeeldingen                      |
| Buitenplaats Goedenraad: Parkaanleg                         | Tuin, park en plantsoen   | 1850-1900    |              | Meester Dr Froweinweg 61 | 50° 49' 30" NB, 5° 57' 8" OL  | 509980 | Meer afbeeldingen                      |
| Buitenplaats Goedenraad: Bijgebouwen                        | Bijgebouwen kastelen enz. | 1800-1900    |              | Meester Dr Froweinweg 61 | 50° 49' 29" NB, 5° 57' 8" OL  | 509981 | Meer afbeeldingen                      |
| Buitenplaats Goedenraad: Toegangshek                        | Tuin, park en plantsoen   | 1850-1900    |              | Meester Dr Froweinweg 61 | 50° 49' 28" NB, 5° 57' 3" OL  | 509982 | Meer afbeeldingen                      |
| Buitenplaats Goedenraad: Keermuur                           | Tuin, park en plantsoen   | 1800-1900    |              | Meester Dr Froweinweg 61 | 50° 49' 29" NB, 5° 57' 10" OL | 509983 | Meer afbeeldingen                      |
| Buitenplaats Goedenraad: Tuinsieraden                       | Tuin, park en plantsoen   | 1800-1900    |              | Meester Dr Froweinweg 61 | 50° 49' 29" NB, 5° 57' 9" OL  | 509984 | Meer afbeeldingen                      |
| Buitenplaats Goedenraad: Kas                                | Tuin, park en plantsoen   | 1800-1900    |              | Meester Dr Froweinweg 61 | 50° 49' 31" NB, 5° 57' 8" OL  | 509985 | Meer afbeeldingen                      |